# Thorns vs. Emperor
Thorns vs. Emperor – split dwóch norweskich zespołów black metalowych Emperor i Thorns, wydany w 1999 roku przez  wytwórnię płytową Moonfog Productions. Wydano także wersję limitowaną (3000 egzemplarzy) z dodatkowym CD zawierającym materiał z dwóch dem zespołu Thorns:  Grymyrk (1991) i Trøndertun (1992).

## Lista utworów
| Nr | Tytuł utworu                           | Długość |
| -- | -------------------------------------- | ------- |
| 1. | „Exördium” (Emperor)                   | 3:00    |
| 2. | „Ærie Descent” (Thorns)                | 8:34    |
| 3. | „I Am” (Emperor)                       | 5:05    |
| 4. | „Ærie Descent” (Emperor, cover Thorns) | 6:06    |
| 5. | „Thus March The Nighspirit” (Emperor)  | 5:40    |
| 6. | „Melas Khole” (Thorns)                 | 6:31    |
| 7. | „The Discipline Of Earth” (Thorns)     | 7:40    |
| 8. | „Cosmic Keys” (Thorns, cover Emperor)  | 6:12    |
|    |                                        | 48:48   |

| Dodatkowy CD w wersji limitowanej (Thorns - "1989 - 91 Rehearsals") | Dodatkowy CD w wersji limitowanej (Thorns - "1989 - 91 Rehearsals") | Dodatkowy CD w wersji limitowanej (Thorns - "1989 - 91 Rehearsals") |
| Nr                                                                  | Tytuł utworu                                                        | Długość                                                             |
| ------------------------------------------------------------------- | ------------------------------------------------------------------- | ------------------------------------------------------------------- |
| 1.                                                                  | „Ærie Descent”                                                      | 5:00                                                                |
| 2.                                                                  | „Funeral Marches To The Grave”                                      | 5:18                                                                |
| 3.                                                                  | „Lovely Children”                                                   | 3:29                                                                |
| 4.                                                                  | „Fall”                                                              | 2:20                                                                |
| 5.                                                                  | „Thule”                                                             | 6:52                                                                |
| 6.                                                                  | „Fairytales”                                                        | 4:02                                                                |
| 7.                                                                  | „Home”                                                              | 6:43                                                                |
| 8.                                                                  | „You That Mingle May”                                               | 2:40                                                                |
|                                                                     |                                                                     | 36:24                                                               |

## Twórcy

### Thorns
- Sigurd "Satyr" Wongraven – śpiew, produkcja
- Snorre W. Ruch – gitara, instrumenty klawiszowe, programowanie, produkcja
- S.W. Krupp – inżynieria dźwięku
- Claus Erikson – inżynieria dźwięku

### Emperor
- Ihsahn – śpiew, gitara, instrumenty klawiszowe, inżynieria dźwięku
- Samoth – gitara
- Trym Torson – instrumenty perkusyjne
- Thorbjørn Akkerhaugen – inżynieria dźwięku (utwór "Ærie Descent")

## Wydania
- Moonfog Productions, 1999, płyta CD
- Moonfog Productions, 1999, wydanie limitowane do 3000 sztuk, dodatkowy CD